# Досманбетов, Серик Кутибаевич
Се́рик Кутибаевич Досманбе́тов (каз. Серік Досманбетов; 8 марта 1982) — казахстанский футболист, нападающий. Завершил карьеру в 2014 году.

## Карьера
В футбол начал играть с 13 лет в кызылординской ДЮСШ. Профессиональную карьеру начал в футбольном клубе «Кайсар». 13 октября 1999 года провел первый матч и забил первый гол против клуба «Тараз» из одноименного города. В 2002—2003 годах играет в «Актобе». После возвращается в родной «Кайсар». Отыграв один год снова покидает Кызылорду и играет за кокшетаускую команду «Окжетпес», где становится одним из лидеров команды вплоть до 2009. В 2006 на полгода успевает поиграть и за «Ордабасы». В 2010 году становится игроком «Жетысу», где играл весь год в основе. В 2011 году подписывает контракт с карагандинским клубом «Шахтёр» и завоевывает свой первый титул. В следующем сезоне Досманбетов редко выходит на поле, а после перехода в стан «горняков» перспективного нападающего Аблайхана Махамбетова, и вовсе потерял место в основе. В итоге он снова переходит в «Кайсар».

## Достижения
«Шахтёр» (Караганда)
- Чемпион Казахстана (1): 2011

«Кайсар»
- Победитель Первой лиги Казахстана (1): 2013

## Статистика
| Клуб               | Сезон            | Лига             | Лига  | Лига | Кубки  | Кубки | Кубки | Конт.турниры | Конт.турниры | Конт.турниры | Прочие | Прочие | Прочие | Всего | Всего |
| Клуб               | Сезон            | Сорев.           | Матчи | Голы | Сорев. | Матчи | Голы  | Сорев.       | Матчи        | Голы         | Сорев. | Матчи  | Голы   | Матчи | Голы  |
| ------------------ | ---------------- | ---------------- | ----- | ---- | ------ | ----- | ----- | ------------ | ------------ | ------------ | ------ | ------ | ------ | ----- | ----- |
| Шахтёр (Караганда) | 2011             | ЧК               | 17    | 4    | КК     | 0     | 0     | ЛЕ           | 4            | 0            | -      | -      | -      | 21    | 4     |
| Шахтёр (Караганда) | 2012             | ЧК               | 5     | 0    | КК     | 1     | 0     | ЛЧ           | 0            | 0            | СК     | 1      | 0      | 7     | 0     |
| Шахтёр (Караганда) | Всего            | Всего            | 22    | 4    |        | 1     | 0     |              | 4            | 0            |        | 1      | 0      | 28    | 4     |
| Кайсар             | 2012             | ЧК               | 11    | 0    | КК     | 4     | 0     | -            | -            | -            | -      | -      | -      | 15    | 0     |
| Кайсар             | 2013             | ПЛК              | 7     | 1    | КК     | 2     | 0     | -            | -            | -            | -      | -      | -      | 9     | 1     |
| Кайсар             | Всего            | Всего            | 18    | 1    |        | 6     | 0     |              | -            | -            |        | -      | -      | 24    | 1     |
| Кызыл-Жар СК       | 2014             | ПЛК              | 10    | 3    | КК     | 2     | 1     | -            | -            | -            | -      | -      | -      | 12    | 4     |
| Кызыл-Жар СК       | Всего            | Всего            | 10    | 3    |        | 2     | 1     |              | -            | -            |        | -      | -      | 12    | 4     |
| Всего за карьеру   | Всего за карьеру | Всего за карьеру | 50    | 8    |        | 9     | 1     |              | 4            | 0            |        | 1      | 0      | 64    | 9     |